# Ottstedt am Berge
Ottstedt am Berge (amtlich: Ottstedt a. Berge) ist ein Ortsteil der Landgemeinde Grammetal im Westen des Landkreises Weimarer Land in Thüringen.

## Geografie
Ottstedt liegt circa zehn Kilometer nordöstlich der Landeshauptstadt Erfurt und zehn Kilometer nordwestlich von Weimar am südwestlichen Hang des Ettersberges, auf dem das KZ Buchenwald stand. Der Hang ist von zahlreichen Pferdekoppeln bestanden und wurde in den letzten Jahren touristisch erschlossen.
Nachbargemeinden und -orte sind Hopfgarten, Niederzimmern, Ollendorf, Am Ettersberg und die Stadt Weimar.

## Geschichte
Das Gebiet von Ottstedt am Berge war schon in der Jungsteinzeit besiedelt. Entlang der Erosionsrinne Gottesgraben am westlichen Hang des Ettersberges zwischen Ottstedt und dem Gipfel des Berges wurden vorgeschichtliche Steingeräte gefunden. Die erste urkundliche Erwähnung als Odestat stammt aus dem Jahr 876, fand im Ingelsheimer Protokoll statt und erfolgte im Zusammenhang mit dem Zehntstreit zwischen dem Erzbischof von Mainz und dem Kloster Fulda. Weitere Namen des Ortes waren: Odenstat, Odenstet und Utstete. Der Zusammenhang mit dem germanischen Gott Odin liegt sehr nahe.
Bis 1815 verlief mitten durch Ottstedt die Grenze zwischen der kurmainzischen Stadt Erfurt (Amt Azmannsdorf) und dem herzoglichen Sachsen-Weimar (Amt Weimar), wodurch der Ort zweigeteilt war. Mit dem Wiener Kongress kam der erfurtische Anteil mit dem Amt Azmannsdorf ebenfalls zum Großherzogtum Sachsen-Weimar-Eisenach (Amt Vieselbach), zu dessen Verwaltungsbezirk Weimar der gesamte Ort ab 1850 gehörte. Bei einem Dorfbrand wurden 1820 33 Wohnhäuser und die meisten Scheunen zerstört, die Kirche blieb allerdings unversehrt.
In den Jahren nach der Wiedervereinigung wurde das Dorf saniert. Die Maßnahmen erfassten u. a. die Renovierung mehrerer Gehöfte und Anwesen im Unter- und Oberdorf, Straßen- und Kanalbau, die Neugestaltung des Dorfplatzes und des Denkmals. Auch die barocke Ottstedter Kirche war von den Baumaßnahmen betroffen.
Am 31. Dezember 2019 schloss sich die Gemeinde Ottstedt mit weiteren Gemeinden zur Landgemeinde Grammetal zusammen. Die Verwaltungsgemeinschaft Grammetal, der alle Gemeinden zuvor angehörten, wurde gleichzeitig aufgelöst.

## Politik

### Ehemaliger Gemeinderat
Der Gemeinderat in Ottstedt am Berge bestand aus sechs Ratsmitgliedern, die bei der Kommunalwahl am 25. Mai 2014 in einer Verhältniswahl gewählt wurden, und dem ehrenamtlichen Bürgermeister als Vorsitzender.
Die Sitzverteilung im Gemeinderat:
| Wahl | FDP | Bürgerliste | FFW | Gesamt  |
| ---- | --- | ----------- | --- | ------- |
| 2014 | 2   | 2           | 2   | 6 Sitze |

### Ehemaliger Bürgermeister
Letzter Bürgermeister von Ottstedt am Berge war Holger Haupt, der am 5. Juni 2016 gewählt wurde.

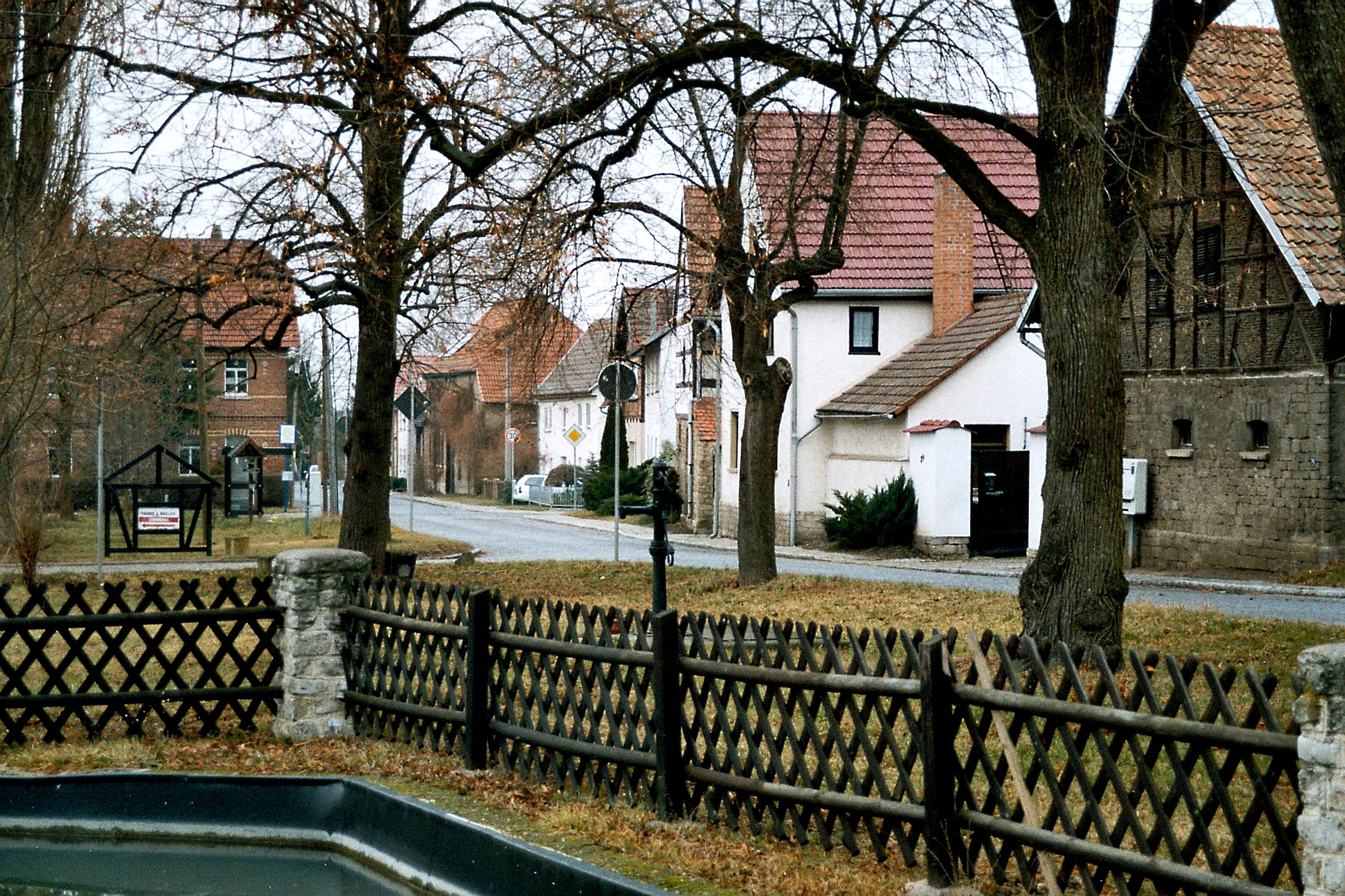
Im Ort
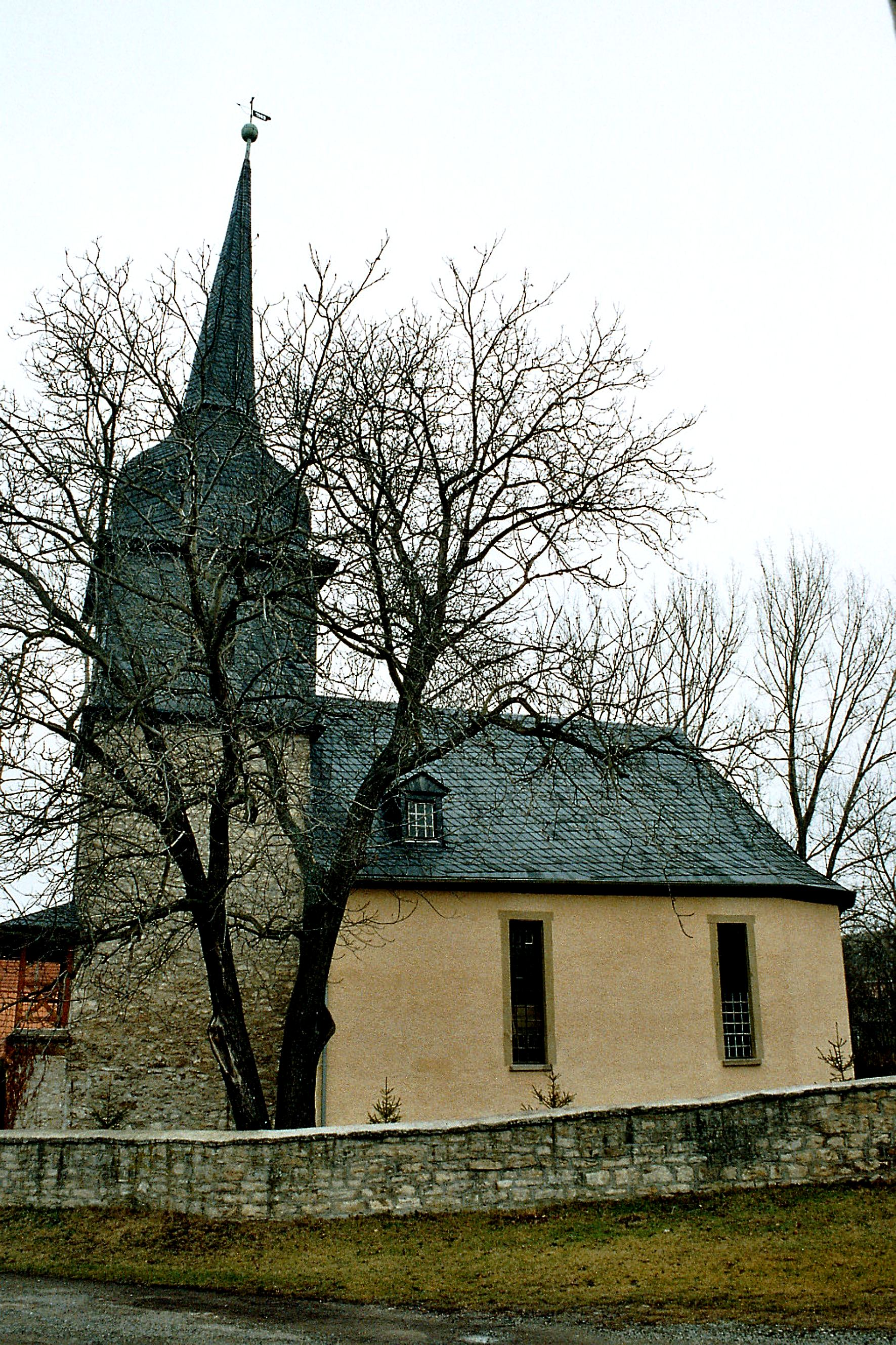
Dorfkirche
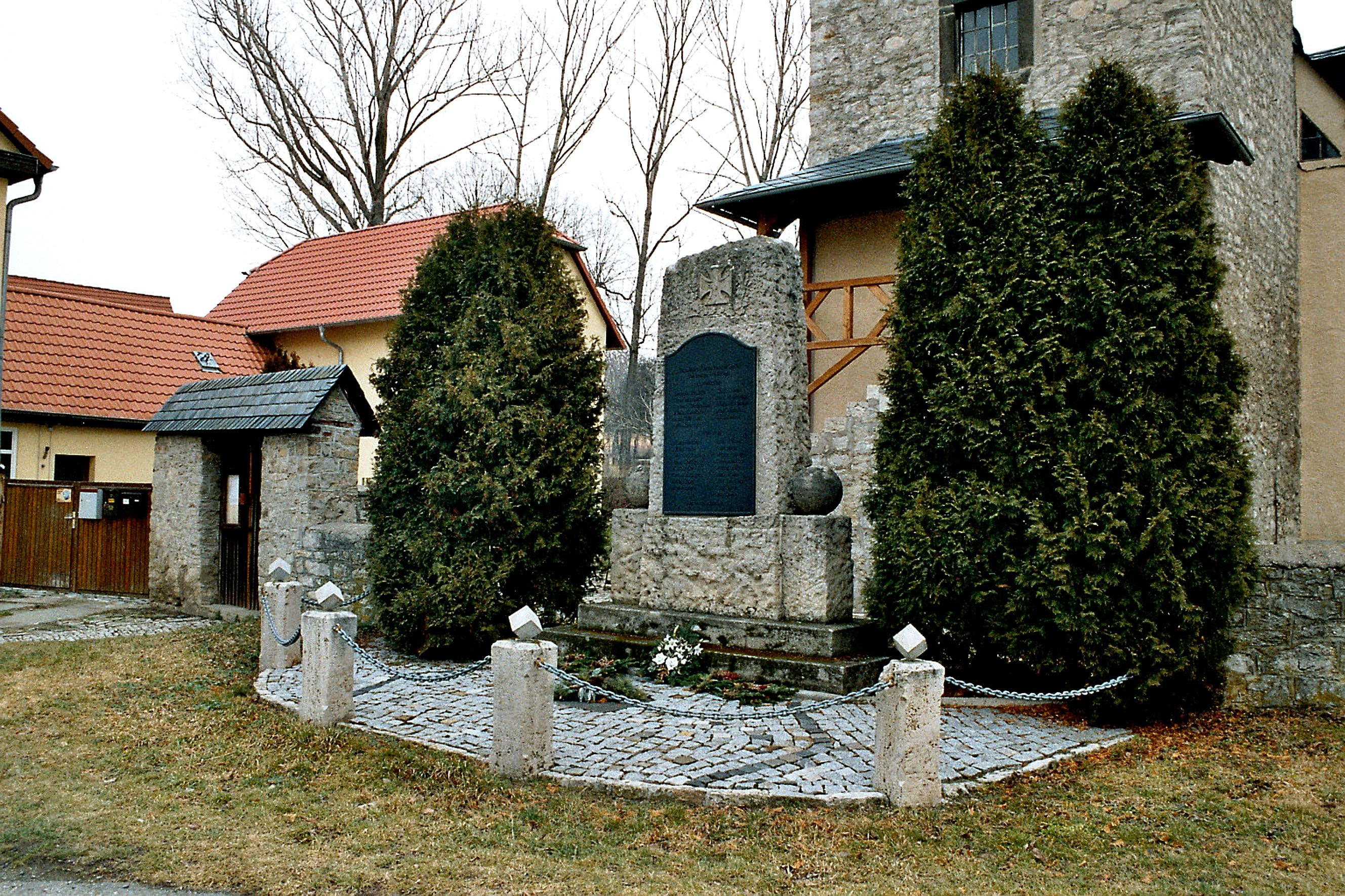
Kriegerdenkmal